# 豪厄爾鎮區 (密蘇里州豪厄爾縣)
豪厄爾鎮區（英語：Howell Township）是位於美國密蘇里州豪厄爾縣的一個行政鎮區。

## 地方資料
豪厄爾鎮區的面積為484.17平方千米，當中陸地面積為483.00平方千米，而水域面積為1.17平方千米。根據2020年美國人口普查的數據，當地共有人口19774人，而人口密度為每平方千米40.84人。